# ثونجلون سيسوليث
ثونجلون سيسوليث (مواليد 10 نوفمبر 1945) هو سياسي من لاوس يشغل منصب الأمين العام لحزب الشعب الثوري اللاوسي
منذ 15 يناير 2021 ورئيس لاوس منذ 22 مارس 2021.